# کیک پرنسس
کیک پرنسس (سوئدی: prinsesstårta) یک کیک لایه‌ای یا تورته سنتی سوئدی متشکل از لایه‌های متناوب کیک اسفنجی هوادار، خامه زده‌شده، مربای تمشک و یک لایه گنبدی ضخیم که از خامه فرم گرفته‌است. روی کیک را یک لایه مارزیپان یا خمیر بادام پوشانده شده که رویه صاف و گردی به آن می‌دهد.